# Andante per flauto e orchestra
L'Andante in Do maggiore K 315 (K6 285e) è una composizione per flauto e orchestra di Wolfgang Amadeus Mozart del 1778.

## Storia
Probabilmente l'Andante fu commissionato al compositore dal ricco gentiluomo Ferdinand Nikolaus De Jean,  tramite il flautista Jean Baptiste Wendling dell'orchestra di Mannheim, insieme al Concerto per flauto e orchestra, ad altri facili pezzi per flauto e alcuni quartetti. De Jean era stato medico di bordo per la Compagnia olandese delle Indie orientali e per questo era soprannominato "l'olandese" o "l'indiano"; flautista dilettante, era stato allievo di Mozart durante il periodo trascorso dal compositore a Mannheim.
La somma pattuita per le commissioni era di duecento fiorini, certamente un ottimo compenso, ma Mozart lavorò alle composizioni poco volentieri e, dopo aver scritto l'Andante a Mannheim tra il dicembre 1777 e il gennaio successivo, se le portò in giro per l'Europa nel viaggio che a quel tempo stava compiendo toccando, oltre Mannheim, Monaco, Augusta e Parigi. Mozart, come scriverà in una lettera al padre Leopold che lo sollecitava a non trascurare il lucroso impegno, si annoiava a comporre più pezzi per lo stesso strumento che, tra l'altro, non amava, tuttavia, conscio dell'importanza dell'incarico, non poteva permettersi e non voleva scrivere cattiva musica. Non finì mai la commissione del brano, così come non portò a termine la scrittura degli altri brani richiesti; come conseguenza ne ricavò solo una parte del compenso.

## Analisi
Privo di difficoltà, il brano ha una scrittura omegenea e la scrittura solistica è piuttosto semplice; lineare è anche la parte sinfonica. Tutto ciò permette al flauto, che non è trattato a livello virtuosistico, di emergere senza dover competere con l'orchestra. Scritto nella classica forma della sonata troviamo due temi; il primo, molto espressivo, ha l'andamento di una serenata accompagnata dal pizzicato dei violini e ricorda la melodia di un celebre quartetto di Haydn; il secondo, in Sol minore, è una barcarola soffusa di lieve malinconia. I temi sono seguiti da un breve sviluppo; la cadenza del solista, libera, mette in luce le caratteristiche tecniche dello strumento. La ripresa utilizza ancora la tonalità di Sol minore che carica di suggestione la parte del flauto che chiude il pezzo con sonorità poetiche e suadenti.

## Organico
Flauto solista, due oboi, due corni, archi (violini primi e secondi; viole; violoncelli; contrabbassi)